# Thressa flavior
Thressa flavior är en tvåvingeart som först beskrevs av Oswald Duda 1934.  Thressa flavior ingår i släktet Thressa och familjen fritflugor. Inga underarter finns listade i Catalogue of Life.